# Boboye (departamento)
Boboye é um departamento da Dosso região no Níger com 262 832 habitantes em 2014. Sua capital é a cidade de Boboye.

## Comunas rurais
O departamento é composto pelas seguintes comunas rurais:
- Fabirdji
- Fakara
- Harikanassou
- Kankandi
- Kiota
- Koygolo
- N’Gonga